# Autostrada dei Fiori
Autostrada dei Fiori S.p.A. (pl. Autostrada Kwiatów) – koncesjonariusz włoskiej autostrady A10 na odcinku od granicy z Francją do Savony. Odcinek ten liczy ok. 113 kilometrów. Spółka powstała 30 lipca 1960 roku, a obecnie jest kontrolowana przez SIAS.